# Otomalj
Otomalj är ett berg i Bosnien och Hercegovina. Det ligger i den centrala delen av landet, 110 km nordväst om huvudstaden Sarajevo. Toppen på Otomalj är 1 052 meter över havet, eller 211 meter över den omgivande terrängen. Bredden vid basen är 1,3 km. Otomalj ligger vid sjön Plivina Jezera.
Terrängen runt Otomalj är huvudsakligen kuperad. Närmaste större samhälle är Jajce, 7,5 km öster om Otomalj. 
I omgivningarna runt Otomalj växer i huvudsak blandskog. Runt Otomalj är det ganska tätbefolkat, med 93 invånare per kvadratkilometer.